# ドン・アスカリアン
ドン・アスカリアン（独: Don Askarian,アルメニア語: Դոն Ասկարյան,1949年 - 2018年10月6日）は、ナゴルノ・カラバフ出身の映画監督・脚本家。1967年よりモスクワで歴史と芸術を学ぶ。1978年に西ドイツに移住し、30年以上の間ドイツで製作活動を行う。

## 略歴
ソビエト連邦内アゼルバイジャン・ソビエト社会主義共和国、ナゴルノ・カラバフ自治州のステパナケルトに生まれるが、祖父母や両親はそれぞれ違う村の出身であった。少年時代は森など自然に親しんで過した。1967年モスクワ大学でマルクス主義とレーニン主義を学ぶ。歴史学の学位と歴史の教員免許を取得する。
その後、大卒者のための監督コースをとり、映画の勉強をしながら映画批評を書きはじめるものの、正式には映画学校で映画制作を学んではいない。この時にシネクラブで多くのフィルムを見たが、ミケランジェロ・アントニオーニ、また彼の構築した映像言語や手法を評価してヨーロッパの偉大な監督として挙げている。1973年頃から助監督としてウズベキスタンの監督ルスタム・ハムダモフの『愛の奴隷』の撮影に加わる。また、映画評論執筆などの映画に関わった仕事を始め、セルゲイ・パラジャーノフについて書いた評論が本人の目に留まり仕事の誘いを受けるが、パラジャノフが1974年に突然逮捕されてしまい、その後ついには仕事をすることはなかった。
1975年、赤軍への兵役拒否のため、アルメニアの刑務所に2年間投獄される。この兵役拒否は反体制や政治的なものではなく、自分自身であるための結果であったとしている。1978年、旧ソ連から旧西ベルリンへ。もともとはアメリカに亡命し、ニューヨークに行く予定であったが、悪質なブローカーのせいでベルリンへと、現在では妻でありプロデューサーであるマルガリータ・ヴォスカニアンとともに亡命する。
1983年、チェーホフの『熊』を自費制作し映画化する。脚本、監督、装置、衣装を全て担当する。制作にあたっては制作費はスタインウェイ社のマニュアルを読み取得して中古のピアノやクラヴィーアなどを購入・修理して、それをまた売りに出すことでまかなった。この作品は幸いにもすぐにテレビ局に売ることが出来たので、その結果次の『コミタス』の制作につながる。
1985年、『コミタス』を監督。アルメニアの19世紀末から20世紀前半まで存命した修道士で作曲家であったコミタスの生涯を描いたものであったが、アルメニアで撮影することはかなわず、ギリシャなどヨーロッパ各地で撮影された。『コミタス』は各地の国際映画祭で受賞する。
1988年ドキュメンタリー「ナゴルノ・カラバフ：アルメニアの歴史、第三部および第四部」を監督。ドイツ第一放送で放映される。
1992年『アヴェティック』完成する。1995年、アスカリアンは自分の制作・配給会社であるDon filmをアルメニアに、1998年にはAskarian Filmをドイツに設立する。1998年にはパラジャーノフのドキュメンタリー映画『Paradzhanov』を制作。2001年には『On the Old Roman Road』を制作。
2018年10月6日、ベルリンにて死去。69歳没。

## 主な作品
- コミタス Komitas (1988)
- アヴェティック Avetik (1992)
- Paradzhanov (1998)
- ミュージシャン The Musicians (2000)
- On the Old Roman Road (2001)
- Ararat: 14 Views

## 出版物
- Dangerous Light(1996)

「コミタス」や「アヴェティック」の脚本やチェーホフと映画などの評論を含む